# 15008 Делагодд
15008 Делагодд (15008 Delahodde) — астероїд головного поясу, відкритий 24 серпня 1998 року.
Тіссеранів параметр щодо Юпітера — 3,400.